# Tomasz Zieliński (polityk)
Tomasz Andrzej Zieliński (ur. 20 lipca 1967 w Józefowie) – polski polityk, historyk i samorządowiec, poseł na Sejm VIII, IX i X kadencji.

## Życiorys
W 1992 ukończył historię na Wydziale Humanistycznym Uniwersytetu Marii Curie-Skłodowskiej w Lublinie. W 2002 został absolwentem studiów podyplomowych z zakresu kształcenia na odległość na Uniwersytecie Warszawskim.
Pracował jako nauczyciel historii w Zespole Szkół nr 4 w Tomaszowie Lubelskim, następnie pełnił funkcję zastępcy kierownika urzędu rejonowego w tym mieście. Był też zatrudniony w biurze senatora Stanisława Majdańskiego. W latach 1999–2010 pracował jako starszy wizytator w Kuratorium Oświaty w Lublinie, od 2006 do 2008 zajmował stanowisko dyrektora zamojskiej delegatury kuratorium. Później zatrudniony jako dyrektor biura organizacyjno-prawnego urzędzie miejskim oraz dyrektor Miejskiej Biblioteki Publicznej w Tomaszowie Lubelskim. W 2017 ponownie został dyrektorem zamojskiej delegatury Kuratorium Oświaty w Lublinie.
W wyborach samorządowych w 1998 bezskutecznie ubiegał się o mandat radnego sejmiku lubelskiego z listy Akcji Wyborczej Solidarność. Z ramienia Prawa i Sprawiedliwości w 2006 uzyskał mandat radnego powiatu tomaszowskiego. Ponownie wybierany na radnego powiatu w 2010 i 2014.
W wyborach w 2015 kandydował do Sejmu w okręgu chełmskim, otrzymując 5344 głosy. Ślubowanie złożył 3 lipca 2018, zastępując w izbie niższej parlamentu Adama Abramowicza. W 2019 z powodzeniem ubiegał się o poselską reelekcję, otrzymując 10 207 głosów. W 2022 powołany na pełnomocnika jednego z okręgów PiS w województwie lubelskim. W wyborach w 2023 utrzymał mandat na kolejną kadencję Sejmu (z wynikiem 13 469 głosów). W 2024 z ramienia PiS startował w wyborach do Parlamentu Europejskiego z okręgu nr 8. W listopadzie 2024 został wybrany na przewodniczącego struktur PiS w okręgu chełmskim, wygrywając z Dariuszem Stefaniukiem.